# Khadija Shaw
Khadija Monifa Shaw, detta Bunny (Spanish Town, 31 gennaio 1997) è una calciatrice giamaicana, attaccante del Manchester City e della nazionale giamaicana femminile.

## Biografia
Nata a Spanish Town in una famiglia numerosa della quale lei era una dei tredici figli (sette maschi e sei femmine), ha vissuto in un ambiente contrassegnato dalla violenza, avendo visto morire quattro fratelli, tre dei quali morti in episodi legati a violenza tra bande rivali. Nel 2018 il The Guardian le assegnò il premio come migliore calciatrice dell'anno con la motivazione di aver fatto qualcosa di veramente notevole, superando avversità, aiutando gli altri e dando l'esempio agendo con eccezionale onestà.

## Carriera

### Calcio universitario
Dopo essersi messa in mostra in alcuni tornei giovanili, nel 2015 Shaw venne ammessa alla Eastern Florida State College, giocando nei Titans, sezione femminile del college, e guadagnando il premio NSCAA per prime squadre National Junior College Athletic Association All-America nel 2016. Soprannominata "Bunny", nel 2017 è stata ammessa all'università del Tennessee. Nel biennio 2017-2018 ha giocato nel Tennessee Volunteers, la squadra di calcio femminile dell'università, partecipante al campionato universitario nella Southeastern Conference (SEC), e ricevendo il premio come migliore attaccante nel 2018. Al termine del campionato decise di non partecipare al NWSL College Draft 2019, grazie al quale sarebbe potuta entrare a far parte della rosa di una delle squadre partecipanti alla National Women's Soccer League, per poter valutare diverse opzioni oltreoceano, sia in Europa sia in Asia.

### Club
Nel 2018 ha fatto parte anche della squadra del Florida Krush, partecipante alla Women's Premier Soccer League, campionato semi-professionistico statunitense, giocando una sola partita e realizzando una rete.
Il 7 giugno 2019 ha firmato un contratto biennale con il Bordeaux, squadra francese iscritta alla Division 1 Féminine, la massima serie del campionato francese di categoria. Nella stagione 2020-2021 ha totalizzato 22 reti su 20 partite disputate in Division 1, conquistando il titolo di migliore marcatrice del torneo.
Nel giugno 2021 il Manchester City annuncia il suo trasferimento al club di Manchester per giocare la stagione entrante in FA Women's Super League, il livello di vertice del campionato inglese.
Il 4 settembre 2024, viene inserita nella lista delle trenta candidate al Pallone d'Oro femminile.

### Nazionale
Shaw ha fatto parte della squadra nazionale nelle varie categorie di età under-15, under-17 e under-20 contemporaneamente all'età di 14 anni. Ha debuttato con la nazionale maggiore il 23 agosto 2015 in occasione della partita contro la Rep. Dominicana, valida per le qualificazioni al torneo CONCACAF per l'accesso al torneo femminile di calcio dei Giochi della XXXI Olimpiade, dove ha segnato una doppietta e la rete di apertura del 6-0 finale. È poi tornata a segnare due giorni dopo nel 12-0 col quale la Giamaica ha superato la Dominica. Nel 2018 con le sue 19 reti ha trascinato la nazionale giamaicana alla storica qualificazione al campionato mondiale di Francia 2019, prima nazione caraibica ad accedere al campionato mondiale. Le 19 reti realizzate nelle qualificazioni e nel torneo finale della CONCACAF Women's Championship 2018 hanno fatto della Shaw la migliore marcatrice delle qualificazioni al mondiale 2019.

## Statistiche

### Presenze e reti nei club
Statistiche aggiornate al 12 novembre 2024.
| Stagione               | Squadra                | Campionato             | Campionato | Campionato | Coppe nazionali | Coppe nazionali | Coppe nazionali | Coppe continentali | Coppe continentali | Coppe continentali | Altre coppe | Altre coppe | Altre coppe | Totale | Totale |
| Stagione               | Squadra                | Comp                   | Pres       | Reti       | Comp            | Pres            | Reti            | Comp               | Pres               | Reti               | Comp        | Pres        | Reti        | Pres   | Reti   |
| ---------------------- | ---------------------- | ---------------------- | ---------- | ---------- | --------------- | --------------- | --------------- | ------------------ | ------------------ | ------------------ | ----------- | ----------- | ----------- | ------ | ------ |
| 2019-2020              | Bordeaux               | D1                     | 15         | 10         | CF              | 3               | 0               | -                  | -                  | -                  | -           | -           | -           | 18     | 10     |
| 2020-2021              | Bordeaux               | D1                     | 20         | 22         | CF              | 1               | 2               | -                  | -                  | -                  | -           | -           | -           | 21     | 24     |
| Totale Bordeaux        | Totale Bordeaux        | Totale Bordeaux        | 35         | 32         | -               | 4               | 2               | -                  | -                  | -                  | -           | -           | -           | 39     | 34     |
| 2021-2022              | Manchester City        | WSL                    | 17         | 9          | WC              | 4               | 3               | UWCL               | 2                  | 0                  | WLC         | 4           | 4           | 27     | 16     |
| 2022-2023              | Manchester City        | WSL                    | 22         | 20         | WC              | 3               | 7               | UWCL               | 2                  | 0                  | WLC         | 2           | 3           | 30     | 31     |
| 2023-2024              | Manchester City        | WSL                    | 18         | 21         | WC              | 3               | 0               | -                  | -                  | -                  | WLC         | 4           | 1           | 25     | 22     |
| 2024-2025              | Manchester City        | WSL                    | 7          | 7          | WC              | -               | -               | UWCL               | 4                  | 3                  | WLC         | -           | -           | 11     | 10     |
| Totale Manchester City | Totale Manchester City | Totale Manchester City | 64         | 57         | -               | 10              | 10              | -                  | 8                  | 3                  | -           | 10          | 8           | 39     | 34     |
| Totale carriera        | Totale carriera        | Totale carriera        | 99         | 89         | -               | 14              | 12              | -                  | 8                  | 3                  | -           | 10          | 8           | 131    | 111    |

### Cronologia presenze e reti in nazionale
| Cronologia completa delle presenze e delle reti in nazionale ― Giamaica | Cronologia completa delle presenze e delle reti in nazionale ― Giamaica | Cronologia completa delle presenze e delle reti in nazionale ― Giamaica | Cronologia completa delle presenze e delle reti in nazionale ― Giamaica | Cronologia completa delle presenze e delle reti in nazionale ― Giamaica | Cronologia completa delle presenze e delle reti in nazionale ― Giamaica | Cronologia completa delle presenze e delle reti in nazionale ― Giamaica | Cronologia completa delle presenze e delle reti in nazionale ― Giamaica |
| Data                                                                    | Città                                                                   | In casa                                                                 | Risultato                                                               | Ospiti                                                                  | Competizione                                                            | Reti                                                                    | Note                                                                    |
| ----------------------------------------------------------------------- | ----------------------------------------------------------------------- | ----------------------------------------------------------------------- | ----------------------------------------------------------------------- | ----------------------------------------------------------------------- | ----------------------------------------------------------------------- | ----------------------------------------------------------------------- | ----------------------------------------------------------------------- |
| 23-8-2015                                                               | San Cristóbal                                                           | Rep. Dominicana                                                         | 0 – 6                                                                   | Giamaica                                                                | Qualificazioni CONCACAF al torneo olimpico 2016                         | 2                                                                       |                                                                         |
| 25-8-2015                                                               | San Cristóbal                                                           | Dominica                                                                | 0 – 12                                                                  | Giamaica                                                                | Qualificazioni CONCACAF al torneo olimpico 2016                         | 1                                                                       |                                                                         |
| 9-5-2018                                                                | Port-au-Prince                                                          | Giamaica                                                                | 13 – 0                                                                  | Guadalupa                                                               | Qual. CONCACAF Women's Championship 2018                                | 6                                                                       |                                                                         |
| 11-5-2018                                                               | Port-au-Prince                                                          | Martinica                                                               | 0 – 3                                                                   | Giamaica                                                                | Qual. CONCACAF Women's Championship 2018                                | 1                                                                       |                                                                         |
| 13-5-2018                                                               | Port-au-Prince                                                          | Giamaica                                                                | 2 – 2                                                                   | Haiti                                                                   | Qual. CONCACAF Women's Championship 2018                                | 1                                                                       |                                                                         |
| 19-7-2018                                                               | Barranquilla                                                            | Venezuela                                                               | 2 – 1                                                                   | Giamaica                                                                | Giochi centramericani e caraibici                                       | 1                                                                       |                                                                         |
| 21-7-2018                                                               | Barranquilla                                                            | Costa Rica                                                              | 2 – 1                                                                   | Giamaica                                                                | Giochi centramericani e caraibici                                       | 1                                                                       | 46’                                                                     |
| 24-7-2018                                                               | Barranquilla                                                            | Giamaica                                                                | 2 – 1                                                                   | Colombia                                                                | Giochi centramericani e caraibici                                       | -                                                                       | 37’                                                                     |
| 25-8-2018                                                               | Kingston                                                                | Giamaica                                                                | 9 – 0                                                                   | Antigua e Barbuda                                                       | Qual. CONCACAF Women's Championship 2018                                | 3                                                                       | 61’                                                                     |
| 27-8-2018                                                               | Kingston                                                                | Bermuda                                                                 | 0 – 4                                                                   | Giamaica                                                                | Qual. CONCACAF Women's Championship 2018                                | 1                                                                       | 70’                                                                     |
| 31-8-2018                                                               | Kingston                                                                | Trinidad e Tobago                                                       | 1 – 4                                                                   | Giamaica                                                                | Qual. CONCACAF Women's Championship 2018                                | 2                                                                       |                                                                         |
| 2-9-2018                                                                | Kingston                                                                | Giamaica                                                                | 6 – 1                                                                   | Cuba                                                                    | Qual. CONCACAF Women's Championship 2018                                | 2                                                                       | 74’                                                                     |
| 5-10-2018                                                               | Edinburg                                                                | Canada                                                                  | 2 – 0                                                                   | Giamaica                                                                | CONCACAF Women's Championship 2018                                      | -                                                                       |                                                                         |
| 8-10-2018                                                               | Edinburg                                                                | Giamaica                                                                | 1 – 0                                                                   | Costa Rica                                                              | CONCACAF Women's Championship 2018                                      | 1                                                                       |                                                                         |
| 11-10-2018                                                              | Edinburg                                                                | Cuba                                                                    | 0 – 9                                                                   | Giamaica                                                                | CONCACAF Women's Championship 2018                                      | 1                                                                       | 76’                                                                     |
| 14-10-2018                                                              | Frisco                                                                  | Stati Uniti                                                             | 6 – 0                                                                   | Giamaica                                                                | CONCACAF Women's Championship 2018 - semifinale                         | -                                                                       | 46’                                                                     |
| 17-10-2018                                                              | Frisco                                                                  | Panama                                                                  | 2 – 2 dts (2-4 dtr)                                                     | Giamaica                                                                | CONCACAF Women's Championship 2018 - finale terzo posto                 | 1                                                                       |                                                                         |
| 1-3-2019                                                                | Kingston                                                                | Giamaica                                                                | 1 – 0                                                                   | Cile                                                                    | Amichevole                                                              | -                                                                       | 80’                                                                     |
| 3-3-2019                                                                | Montego Bay                                                             | Giamaica                                                                | 3 – 2                                                                   | Cile                                                                    | Amichevole                                                              | 2                                                                       | 62’                                                                     |
| 7-4-2019                                                                | Johannesburg                                                            | Sudafrica                                                               | 1 – 1                                                                   | Giamaica                                                                | Amichevole                                                              | 1                                                                       |                                                                         |
| 19-5-2019                                                               | Kingston                                                                | Giamaica                                                                | 3 – 1                                                                   | Panama                                                                  | Amichevole                                                              | 2                                                                       |                                                                         |
| 28-5-2019                                                               | Glasgow                                                                 | Scozia                                                                  | 3 – 2                                                                   | Giamaica                                                                | Amichevole                                                              | 2                                                                       | 69’                                                                     |
| 9-6-2019                                                                | Grenoble                                                                | Brasile                                                                 | 3 – 0                                                                   | Giamaica                                                                | Mondiali 2019 - 1º turno                                                | -                                                                       |                                                                         |
| 14-6-2019                                                               | Reims                                                                   | Giamaica                                                                | 0 – 5                                                                   | Italia                                                                  | Mondiali 2019 - 1º turno                                                | -                                                                       | 59’                                                                     |
| 18-6-2019                                                               | Grenoble                                                                | Giamaica                                                                | 1 – 4                                                                   | Australia                                                               | Mondiali 2019 - 1º turno                                                | -                                                                       |                                                                         |
| 4-10-2019                                                               | Kingston                                                                | Barbados                                                                | 0 – 7                                                                   | Giamaica                                                                | Qualificazioni CONCACAF al torneo olimpico 2020                         | 1                                                                       |                                                                         |
| 6-10-2019                                                               | Kingston                                                                | Saint Lucia                                                             | 0 – 11                                                                  | Giamaica                                                                | Qualificazioni CONCACAF al torneo olimpico 2020                         | 3                                                                       | 46’                                                                     |
| 8-10-2019                                                               | Kingston                                                                | Giamaica                                                                | 7 – 0                                                                   | Isole Vergini Americane                                                 | Qualificazioni CONCACAF al torneo olimpico 2020                         | 5                                                                       |                                                                         |
| 30-1-2020                                                               | Edinburg                                                                | Messico                                                                 | 1 – 0                                                                   | Giamaica                                                                | Qualificazioni CONCACAF al torneo olimpico 2020                         | -                                                                       |                                                                         |
| 2-2-2020                                                                | Edinburg                                                                | Giamaica                                                                | 0 – 9                                                                   | Canada                                                                  | Qualificazioni CONCACAF al torneo olimpico 2020                         | -                                                                       | 29’                                                                     |
| 5-2-2020                                                                | Edinburg                                                                | Giamaica                                                                | 7 – 0                                                                   | Saint Kitts e Nevis                                                     | Qualificazioni CONCACAF al torneo olimpico 2020                         | 2                                                                       |                                                                         |
| 24-10-2021                                                              | Fort Lauderdale                                                         | Costa Rica                                                              | 0 – 0                                                                   | Giamaica                                                                | Amichevole                                                              | -                                                                       | 11’                                                                     |
| 18-2-2022                                                               | Kingston                                                                | Giamaica                                                                | 4 – 0                                                                   | Bermuda                                                                 | Amichevole                                                              | 2                                                                       | 67’                                                                     |
| 20-2-2022                                                               | Saint George's                                                          | Grenada                                                                 | 1 – 6                                                                   | Giamaica                                                                | Amichevole                                                              | 2                                                                       |                                                                         |
| 9-4-2022                                                                | Georgetown                                                              | Guyana                                                                  | 0 – 9                                                                   | Giamaica                                                                | Amichevole                                                              | 3                                                                       | 68’                                                                     |
| 13-4-2022                                                               | Kingston                                                                | Giamaica                                                                | 5 – 1                                                                   | Rep. Dominicana                                                         | Amichevole                                                              | 2                                                                       |                                                                         |
| 5-7-2022                                                                | Città del Messico                                                       | Messico                                                                 | 0 – 1                                                                   | Giamaica                                                                | CONCACAF Women's Championship 2022 - 1º turno                           | 1                                                                       |                                                                         |
| 8-7-2022                                                                | Tijuana                                                                 | Giamaica                                                                | 0 – 5                                                                   | Stati Uniti                                                             | CONCACAF Women's Championship 2018 - 1º turno                           | -                                                                       | 63’                                                                     |
| 12-7-2022                                                               | Monterrey                                                               | Giamaica                                                                | 4 – 0                                                                   | Haiti                                                                   | CONCACAF Women's Championship 2022 - 1º turno                           | 2                                                                       |                                                                         |
| 18-7-2022                                                               | Guadalupe                                                               | Costa Rica                                                              | 0 – 1                                                                   | Giamaica                                                                | CONCACAF Women's Championship 2022 - Finale 3º posto                    | -                                                                       |                                                                         |
| 3-9-2022                                                                | Taegu                                                                   | Corea del Sud                                                           | 1 – 0                                                                   | Giamaica                                                                | Amichevole                                                              | -                                                                       |                                                                         |
| 14-11-2022                                                              | Kingston                                                                | Giamaica                                                                | 1 – 2                                                                   | Paraguay                                                                | Amichevole                                                              | 1                                                                       |                                                                         |
| 16-7-2023                                                               | Rabat                                                                   | Marocco                                                                 | 0 – 1                                                                   | Giamaica                                                                | Amichevole                                                              | 1                                                                       | cap.                                                                    |
| 23-7-2023                                                               | Sydney                                                                  | Francia                                                                 | 0 – 0                                                                   | Giamaica                                                                | Mondiali 2023 - 1º turno                                                | -                                                                       | cap. 37’, 90+2’                                                         |
| 2-8-2023                                                                | Melbourne                                                               | Giamaica                                                                | 0 – 0                                                                   | Brasile                                                                 | Mondiali 2023 - 1º turno                                                | -                                                                       | cap.                                                                    |
| 8-8-2023                                                                | Melbourne                                                               | Colombia                                                                | 1 – 0                                                                   | Giamaica                                                                | Mondiali 2023 - Ottavi di finale                                        | -                                                                       | cap.                                                                    |
| Totale                                                                  |                                                                         | Presenze                                                                | 46                                                                      |                                                                         | Reti                                                                    | 56                                                                      |                                                                         |

## Palmarès

### Club
- FA Women's League Cup: 1

Manchester City: 2021-2022

### Individuale
- Capocannoniere del campionato francese: 1

2020-2021 (22 reti)